# Everybody wants to be on TV
Everybody wants to be on TV är det andra albumet med den brittiska popgruppen Scouting for Girls och släpptes 12 april 2010. Albumet var klart redan sommaren 2009, men bandet ansåg inte att det var tillräckligt bra och började om för att sedan släppa det följande vår. 

## Singlar
- "This Ain't a Love Song" släpptes 28 mars 2010 för digital nedladdning, och fysiskt dagen efter. Den gick upp som nummer 1 på UK Singles Chart den 4 april 2010.

- "Famous" släpptes som digital nedladdning 11 juli 2010, och fysiskt dagen efter.

- "Don't Want to Leave You", hette "Silly Song" på skivan. Den släpptes digitalt 10 oktober 2010 och fysiskt dagen efter. Den nådde plats 69 på UK Singles Chart.

- "Take a Chance", är den fjärde singeln och var också soundtrack till den holländska filmen "The Loft" (2010). [1][2]

## Låtlista
| Nr  | Titel                                                | Längd |
| --- | ---------------------------------------------------- | ----- |
| 1.  | This Ain't a Love Song                               | 3:30  |
| 2.  | Little Miss Naughty                                  | 3:12  |
| 3.  | Goodtime Girl                                        | 3:13  |
| 4.  | Famous                                               | 2:35  |
| 5.  | Silly Song (since renamed "Don't Want to Leave You") | 2:57  |
| 6.  | On the Radio                                         | 3:27  |
| 7.  | Blue as Your Eyes                                    | 3:42  |
| 8.  | Posh Girls                                           | 3:08  |
| 9.  | 1+1                                                  | 2:47  |
| 10. | Take a Chance                                        | 5:19  |

Albumet nådde som bäst nummer 2 på UK Albums Chart.